# Wir haben abgetrieben!
Wir haben abgetrieben! (¡Nosotras hemos abortado!) es el título de la carta enviada al diario Stern publicada el 6 de junio de 1971. Se trata de una acción de 374 mujeres alemanas de diferentes orígenes afirmando públicamente haber interrumpido su embarazo y, por tanto, violado la ley de la época.

## Contexto
La acción fue iniciada por la feminista y futura fundadora de la revista Emma, Alice Schwarzer, para luchar contra la prohibición del aborto señalado en el párrafo 218 del Código Penal de Alemania siendo una de las primeras acciones mediáticas del nuevo Movimiento Feminista en Alemania .
Entre las 28 participantes que aparecieron en la foto de portada estaban la periodista Carola Stern y las actrices Senta Berger, Veruschka von Lehndorff, Ursula Noack, Romy Schneider, Sabine Sinjen, Vera Tschechowa, Lis Verhaeren y Hanne Wieder . La acción causó impacto en Alemania, ya que por primera vez se planteó públicamente este tema tabú, sentando las bases para las demandas de otros grupos feministas.

## Historia
La campaña se basó en una acción similar, el Manifeste des 343, en la que 343 mujeres francesas, 5 de abril de 1971, declararon públicamente en una carta en el Le Nouvel Observateur haber tenido un aborto. Entre estas mujeres se encontraban Simone de Beauvoir, Catherine Deneuve, Jeanne Moreau, Marguerite Duras, Françoise Sagan, Ariane Mnouchkine y Agnès Varda .
El iniciador de la campaña francesa fue Jean Moreau, editor del Nouvel Observateur . Unas semanas más tarde, se compromete junto a Alice Schwarzer y le pide consejo, porque ha oído hablar de la revista alemana que quiere abordar el tema y desea aprovechar la oportunidad para extender la acción feminista a Alemania. Sin embargo, teme que se trate de una campaña publicitaria. Schwarzer ha colaborado con el editor de Stern, Winfried Maaß, quien acepta iniciar acciones a condición de que Schwarzer pueda movilizar entre 300 y 400 mujeres.
En el espacio de un mes, Schwarzer compromete a 374 mujeres. Para ello realizó una intervención en el Consejo de Liberación de la Mujer de Frankfurt, pero la acción fue rechazada, porque este grupo consideró la acción "pequeño burguesa" y " reformista ". Entre las miembros de la Liga de Mujeres Socialistas de Berlín Occidental, consigue el apoyo de aproximadamente la mitad de sus miembros. Las demás se suman a las primeras gracias al boca a boca.
Años después de la campaña, algunas de las participantes admitieron que en realidad no habían abortado, tal como contó la propia Alice Schwarzer. : "pero esto no tenía importancia, lo habríamos hecho si hubiéramos tenido un embarazo no deseado"  ( « Aber das spielte keine Rolle. Wir hätten es getan, wenn wir ungewollt schwanger gewesen wären ” ).
Durante el cuadragésimo aniversario de la movilización, Arte presentó el documental Wir haben abgetrieben - Das Ende des Schweigens (Hemos abortado - El fin del silencio), en coproducción con la NDR.